# Área metropolitana de Ann Arbor
El Área Estadística Metropolitana de Ann Arbor, MI MSA como la denomina oficialmente la Oficina de Administración y Presupuesto, es un Área Estadística Metropolitana centrada en la ciudad de Ann Arbor, y que solo abarca el condado de Washtenaw, en el estado estadounidense de Michigan. El área metropolitana tiene una población de 344.791 habitantes según el Censo de 2010, convirtiéndola en la 146.º área metropolitana más poblada de los Estados Unidos.

## Área Estadística Metropolitana Combinada
El área metropolitana de Ann Arbor es parte del Área Estadística Metropolitana Combinada de Detroit-Warren-Flint, MI CSA junto con:
- El Área Estadística Metropolitana de Detroit–Warren–Livonia, MI MSA;
- El Área Estadística Metropolitana de Flint, MI MSA; y
- El Área Estadística Metropolitana de Monroe, MI MSA